# Borotalco
Borotalco är en italiensk komedifilm från 1982 i regi av Carlo Verdone.

## Utmärkelser
Filmen vann priset David di Donatello för bästa film 1982.

## Roller (urval)
- Carlo Verdone – Sergio Benvenuti
- Eleonora Giorgi – Nadia Vandelli
- Christian De Sica – Marcello
- Angelo Infanti – Manuel Fantoni/Cesare Cuticchia
- Enrico Papa – Cristiano
- Roberta Manfredi – Rossella
- Isa Gallinelli – Valeria
- Mario Brega – Augusto